# Begonia comorensis
Espèce
Synonymes
- Begonia salaziensis var. comorensis (Warb.) L.B.Sm. & Wassh.[1]
- Mezierea salaziensis var. comorensis A.DC.[1]

Begonia comorensis est une espèce de plantes de la famille des Begoniaceae. Ce bégonia est originaire des Comores. L'espèce fait partie de la section Mezierea. Elle a été décrite en 1895 par Otto Warburg (1859-1938). L'épithète spécifique comorensis signifie tout simplement « des Comores ».

## Description
C'est une espèce à port arbustif.

## Répartition géographique
Cette espèce est endémique des Comores.

## Statut de protection
En 2014, cette espèce de bégonia est inscrite sur la liste rouge de la flore vasculaire de Mayotte où la plante est considérée comme étant en danger (EN, B2ab(iii) D). C'est donc une plante protégée sur ces îles.